# Keiichi Tanaami
Keiichi Tanaami (田名網 敬, Tanaami Keiichi), né le 21 juillet 1936 à Tokyo et mort le 9 août 2024, est un artiste japonais, souvent cité comme l'un des chefs de file du pop art de l'après-guerre au Japon.
Il est actif depuis les années 1960 en tant qu'artiste interdisciplinaire : designer, graphique, illustrateur, vidéaste artistique et artiste plastique.

## Biographie
Keiichi Tanaami est né en 1936, fils aîné d'un commerçant du textile à Tokyo. À 9 ans, il vit le Bombardement de Tokyo de 1945. Les images de la guerre, gravées dans sa mémoire, deviendront le thème récurrent de ses œuvres. Passionné de cinéma, qu'il fréquente au quotidien, son travail sera influencé par les films populaires de monstres, avec fréquemment à l'affiche des actrices séduisantes.
Diplômé de l’Université d'art de Musashino, il fait partie d'une nouvelle génération d'artistes en décalage avec les précédentes. Il travaille dans les domaines du design graphique, de l'illustration et des beaux-arts depuis les années 1960. Il expérimente beaucoup de techniques et de matériaux différents. Il gagne en notoriété lors de ses études, tant son talent est évoqué à de nombreuses reprises. En 1958, il remporte le prix du jury d'une exposition de la JAAC (Japan Advertising Artist Club), une haute autorité des arts graphiques de l'époque. C'est à cette période qu'il commence à exposer dans des galeries de grande envergure, notamment au Musée d'Art métropolitain de Tokyo, à l'occasion des expositions Yumiuri des années 1957, 1958 et 1962. À ce même moment, il côtoie le mouvement Néo-Dada japonais, mené par Yoko Ono.
Tout en continuant ses études jusqu’au milieu des années 1960, il trouve sa place dans la culture populaire et psychédélique. Il élargit son champ de travail artistique en y ajoutant de l’animation, de la sérigraphie, des illustrations de bandes dessinées, des collages, des films expérimentaux, des peintures et des sculptures.
En 1967, à l'occasion de son premier voyage à New York, il découvre les œuvres d'Andy Warhol. Stupéfait par le génie de cet artiste, peintre du consumérisme américain, la vision du design de Tanaami s'élargit.
En 1975, il devient directeur de la revue Monthly Playboy, version japonaise du célèbre magazine américain Playboy. Il voyage à New York, visite les locaux du magazine pilote et es ateliers d'Andy Warhol. 
Depuis 1991, Tanaami enseigne à l'Université des arts de Kyoto et a formé des artistes de la nouvelle génération, notamment Tabaimo.